# Grünau im Almtal
Grünau im Almtal är en ort och kommun i Österrike. Den ligger i distriktet Gmunden i förbundslandet Oberösterreich, 180 km väster om huvudstaden Wien. 